# Setapp
Setapp是乌克兰软件公司MacPaw于2017年发布的基于订阅的MacOS和IOS应用程序服务。用戶訂閱後可以在該應用程序中使用來自不同開發者提供的各式各樣的軟件，費用則是每月支付一次。這些App类别涵盖生产力、生活方式、Web开发工具、Mac维护、创意、技术写作、教育和个人理财。Setapp的订阅中有超过190个应用程序，用戶達到了100 万。